# 別列斯季亞尼
49°36′21″N 23°5′33″E / 49.60583°N 23.09250°E
別列斯季亞尼（烏克蘭語：Берестяни），是烏克蘭西部的村莊，隸屬利維夫州的桑比爾區。該村面積7.32平方公里，海拔高度292米，2001年人口699，人口密度每平方公里95.56人。	